# كريستوف بيير
كريستوف بيير (بالفرنسية: Christophe Pierre)‏ هو دبلوماسي فرنسي، ولد في 30 يناير 1946 في رين في فرنسا.